# Mama Do (Uh Oh, Uh Oh)
«Mama Do (Uh Oh, Uh Oh)» es una canción de la cantante y compositora inglesa Pixie Lott de su primer álbum, Turn It Up. Escrito por Lott, Phil Thornalley, y Mads Hauge y producido por Thornalley y Hauge, fue Publicado como el álbum de lead single, cuando paso una semana en la cima de la UK Singles Chart. Lott dijo que la canción es acerca de "escabullirse de la casa y va a ver a una persona determinada sin que tus padres se enteraran."
El video, dirigido por Trudy Bellinger, fue lanzado a MySpace en Lott's sección de noticias.

## Lista de canciones y formatos
Reino Unido CD single
1. "Mama Do (Uh Oh, Uh Oh)"
2. "Want You"

Reino Unido digital single
1. "Mama Do (Uh Oh, Uh Oh)" – 3:18
2. "Use Somebody" – 3:06

Reino Unido digital EP
1. "Mama Do (Uh Oh, Uh Oh)" (Linus Loves Vocal) – 4:55
2. "Mama Do (Uh Oh, Uh Oh)" (Bimbo Jones Vocal) – 7:04
3. "Mama Do (Uh Oh, Uh Oh)" (T2 Remix) – 5:05
4. "Mama Do (Uh Oh, Uh Oh)" (Donae'o Remix Radio Edit) – 3:42

Brasil digital single
1. "Mama Do (Uh Oh, Uh Oh)" – 3:19

## Posicionamiento
| Listas (2009)                    | Primeras posiciones |
| -------------------------------- | ------------------- |
| Australian Singles Chart         | 57                  |
| Belgian Singles Chart (Flanders) | 22                  |
| Chile Top 100                    | 52                  |
| Czech Airplay Chart              | 18                  |
| Danish Singles Chart             | 20                  |
| España Top 50 Singles            | 23                  |
| Dutch Top 40                     | 20                  |
| European Hot 100 Singles         | 5                   |
| German Singles Chart             | 37                  |
| Irish Singles Chart              | 13                  |
| New Zealand Singles Chart        | 19                  |
| Romanian Top 100                 | 64                  |
| Slovak Airplay Chart             | 12                  |
| Swedish Singles Chart            | 30                  |
| Swiss Airplay Chart              | 14                  |
| UK Singles Chart                 | 1                   |

| Posición | 46 | 23 | 26 | 27 | 37 | 40 | 41 |

### Certificaciones
| País        | Certificador | Certificación | Ventas  |
| ----------- | ------------ | ------------- | ------- |
| Reino Unido | BPI          | Silver        | 200,000 |

## Historial de versiones
| País        | Fecha               | Formato                                | Etiqueta  |
| ----------- | ------------------- | -------------------------------------- | --------- |
| Reino Unido | 6 de junio de 2009  | One-track descarga digital             | Mercury   |
| Reino Unido | 7 de junio de 2009  | Two-track digital download, digital EP | Mercury   |
| Reino Unido | 8 de junio de 2009  | CD single                              | Mercury   |
| Brasil      | 18 de junio de 2009 | Digital download                       | Universal |
| Italia      | 26 de junio de 2009 | Airplay                                | Universal |
| Italia      | 10 de julio de 2009 | Digital download                       | Universal |